# Любомеж
Любомеж (пол. Lubomierz) — місто в південно-західній Польщі.
Належить до Львувецького повіту Нижньосілезького воєводства.

## Демографія
Демографічна структура станом на 31 березня 2011 року:
|          | Загалом | Допрацездатний вік | Працездатний вік | Постпрацездатний вік |
| -------- | ------- | ------------------ | ---------------- | -------------------- |
| Чоловіки | 992     | 201                | 701              | 90                   |
| Жінки    | 1034    | 211                | 601              | 222                  |
| Разом    | 2026    | 412                | 1302             | 312                  |